# بخش ماریون (شهرستان مورگان، اوهایو)
بخش ماریون (به انگلیسی: Marion Township) یک منطقهٔ مسکونی در ایالات متحده آمریکا است که در شهرستان مورگان، اوهایو واقع شده‌است.
 بخش ماریون ۹۷٫۶ کیلومتر مربع مساحت و ۱٬۳۳۶ نفر جمعیت دارد و ۲۵۰ متر بالاتر از سطح دریا واقع شده‌است.